# Worm (Herzogenrath)
Worm ist ein Ortsteil von Merkstein, Stadt Herzogenrath, in der Städteregion Aachen in Nordrhein-Westfalen.

## Lage

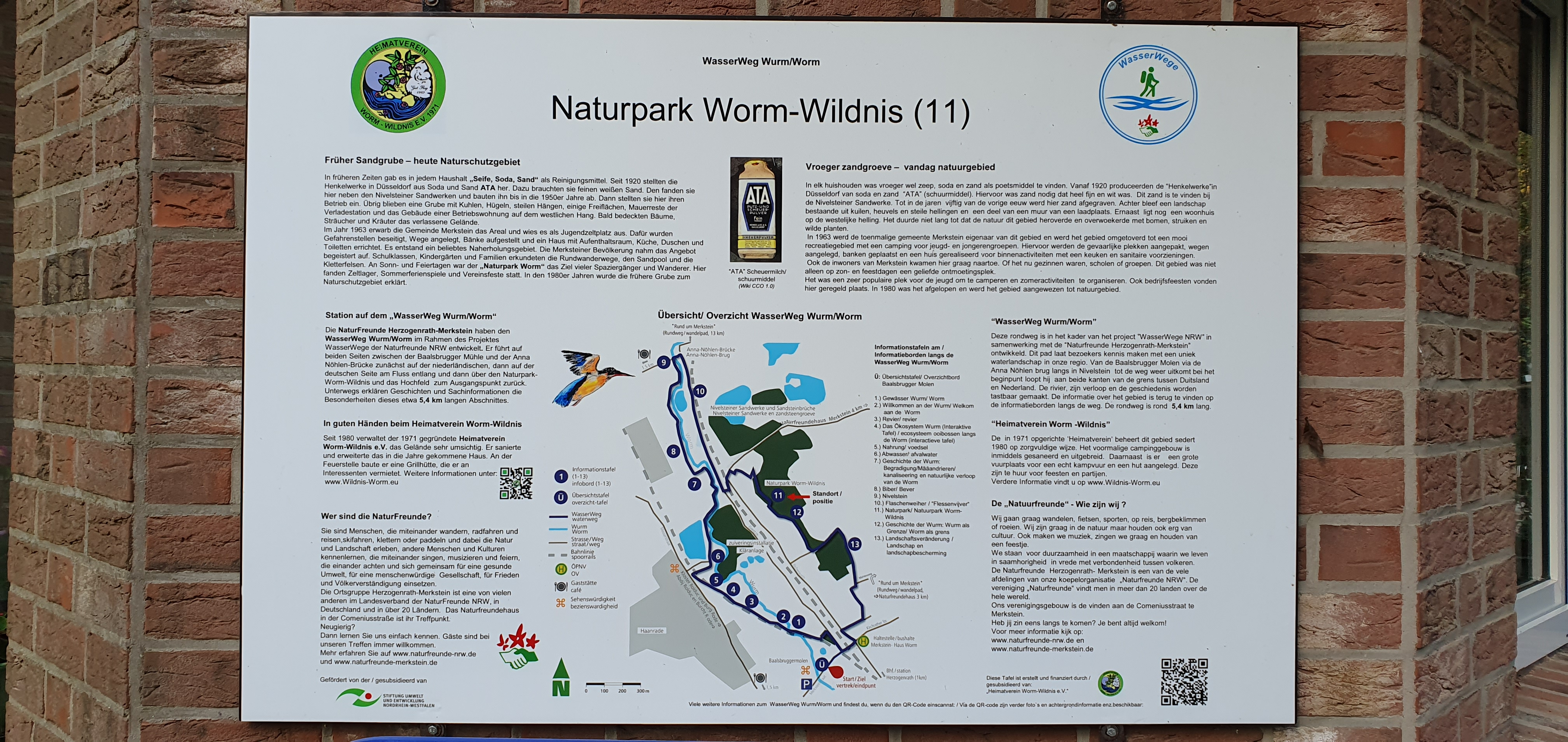
Informationstafel zum Naturpark Worm-Wildnis

Worm liegt im Tal der Wurm direkt an der deutsch-niederländischen Grenze. Direkt am westlichen Ortsrand verläuft die Bahnstrecke Aachen-Mönchengladbach. Östlich der Ortslage erstreckt sich der Naturpark Worm-Wildnis. Nachbarorte sind im Westen Eygelshoven, im Osten Wildnis und im Süden Merkstein.

## Allgemeines
Das kleine ländliche geprägte Dorf Worm ist eine der ältesten Siedlungen im heutigen Stadtgebiet von Herzogenrath und soll keltischen Ursprungs sein. Der Ortsname leitet sich vom Fluss Wurm ab und bedeutet so viel wie „Warme Ortschaft“, denn früher floss das heiße Wasser der Aachener Quellen direkt in die Wurm. 1156 wird ein Ritter namens Theodricus de Wurme erwähnt, der dem Kloster Rode 15 Morgen Land überlässt. Bei Wurme handelt es sich um den Ort Worm.

## Verkehr
Die AVV-Buslinie HZ1 der ASEAG verbindet den Ort mit Hofstadt und Herzogenrath.
| Linie | Verlauf                                                                                           |
| ----- | ------------------------------------------------------------------------------------------------- |
| HZ1   | (Herzogenrath Schulzentrum –) Herzogenrath Bf – (Merkstein Hauptstr. –) Worm – Wildnis – Hofstadt |

## Vereine
- Heimatverein Worm-Wildnis 1971 e. V.